# Manoir d'Auvers
Le manoir d'Auvers est un manoir situé à Durtal, en France.

## Localisation
Le manoir est situé dans le département français de Maine-et-Loire, sur la commune de Durtal.

## Historique
L'édifice est inscrit au titre des monuments historiques en 1974. La protection est étendue en 2020 à la grande et petite bouveries.